# 茸毛华蜗牛
茸毛华蜗牛（学名：Cathaica horripilosella）为巴蜗牛科华蜗牛属的动物，是中国的特有物种。分布于四川、甘肃、陕西、山西、河北、北京、长江流域一带等地，生活环境为陆地，多栖息于山区潮湿的灌木丛、草丛中、落叶石块下、石缝中以及农田附近草丛中。